# 삼키기
삼키기는 후두개가 열림으로써 음식이 입에서 인두를 통해 식도로 들어가는 것으로, 사람의 몸 안에 빨아들이는 것을 말한다. 잘못하여 음식이 호흡관에 들어가면 숨막힘이나 폐질환이 발생할 수 있다.

## 같이 보기
- 먹기, 마시기
- 연하곤란
- 언어요법 (언어청각요법)